# Pontocrates altamarinus
Pontocrates altamarinus is een algemeen vlokreeftje uit de familie Oedicerotidae. De wetenschappelijke naam van de soort is voor het eerst geldig gepubliceerd in 1862 door Bate en Westwood.

## Kenmerken
Zoals de andere soorten van dit geslacht heeft Pontocrates altamarinus een duidelijk rostrum. Het diertje heeft grote ogen en minder robuuste derde en vierde pereopoden dan de verwante soort P. arenarius. Oedicerotidae, de familie waartoe deze soort behoort, zijn gravende vlokreeftjes.